# Martin Teucher
Martin W. Teucher (* 24. Februar 1921 in Waldenburg, Sachsen; † 26. Dezember 1978) war ein deutscher Experimentalphysiker im Bereich der Teilchenphysik und Hochenergiephysik.

## Leben
Martin Teucher begann sein Studium in Leipzig und setzte es nach dem Zweiten Weltkrieg in Göttingen am Institut von Hans Kopfermann fort. Seine Doktorarbeit machte er bei Friedrich Georg Houtermans zu einem Thema der experimentellen Kernphysik, nämlich der Untersuchung von (n,2n)-Kernreaktionen unter Verwendung einer Radium-Alpha-Beryllium-Neutronenquelle.
Nach der Promotion arbeitete er 1949 an dem von Werner Heisenberg geleiteten Max-Planck-Institut für Physik. 1952 folgte er seinem Doktorvater Houtermans, der eine Professur an der Universität Bern angetreten hatte, dorthin; 1956 habilitierte er sich in Bern. Anschließend verbrachte er einige Jahre in den Vereinigten Staaten, zunächst ein Jahr an der University of Oklahoma, anschließend im Labor von Marcel Schein an der University of Chicago.
1960 wurde er als Professor an die Universität Hamburg berufen und kehrte damit nach Deutschland zurück. Ab 1962 war er als Mitglied des Direktoriums des Deutschen Elektronen-Synchrotrons DESY für die Koordination administrativer und technischer Aufgaben verantwortlich.
Am 26. Dezember 1978 verstarb Martin Teucher im Alter von 57 Jahren.

## Arbeiten
Nach seiner Doktorarbeit zur Kernphysik beschäftigte sich Teucher nach dem Kriege zunächst am Max-Planck-Institut für Physik mit Erzeugung und Nachweis der kurz zuvor entdeckten Pionen, wobei er als Teilchenquelle die kosmische Strahlung und als Nachweistechnik die bereits vom Pionen-Entdecker Cecil Powell verwendete Kernemulsions-Methode benutzte.
Die Emulsionstechnik brachte er auch mit nach Bern, als er seinem Doktorvater Houtermans an dessen neues Institut dorthin folgte. Houtermans betraute Teucher mit dem Aufbau einer Hochenergiephysik-Gruppe unter Verwendung der Methode. Die Gruppe erbrachte damit wichtige Beiträge zur Physik der Kaonen.
In Chicago konnte Teucher Ende der 1950er Jahre – auch dank der guten Ausstattung des Labors von Marcel Schein – Teilchenreaktionen höchster Energien, von 100 bis 10.000 GeV, in der kosmischen Strahlung erforschen. Seine Arbeiten aus dieser Zeit waren auch dreißig Jahre später noch für Fragestellungen zu Stößen schwerer Kerne mit mehreren hundert erzeugten Teilchen von aktueller Bedeutung.
Nach dem Wechsel an die Universität Hamburg eröffnete er dort das Arbeitsgebiet der Hochenergiephysik am europäischen Teilchenbeschleunigerlabor CERN. Die von ihm gegründete Blasenkammer-Forschungsgruppe war beteiligt an der Entdeckung mehrerer Mesonen aus Daten der 80-cm-Blasenkammer bei CERN. Für das in Bau befindliche DESY erwirkte er den Bau einer Blasenkammer zum dortigen Einsatz, die vom französischen CEA in Saclay gebaut wurde und nach der Fertigstellung von DESY in Hamburg dort für systematische Untersuchungen zur Photoproduktion im GeV-Energiebereich zum Einsatz kam.
Als Mitglied des DESY-Direktoriums hatte er maßgeblichen Anteil an den strategischen Weichenstellungen für die weitere Entwicklung der Einrichtung und setzte sich für die Errichtung eines Elektron-Positron-Speicherrings für Kollisionsexperimente ein und war dann auch für die Realisierung dieses Projekts in Form des Doppelringspeichers DORIS verantwortlich.
Im Lauf der 1960er Jahre hatte Teucher erkannt, dass die wesentlichen künftigen Anwendungen der Blasenkammertechnik im Bereich der Neutrino-Physik liegen würden. 1966 und 1967 war er Vorsitzender des Blasenkammer-Komitees bei CERN und förderte in dieser Funktion das Projekt der Big European Bubble Chamber BEBC, das als multinationale Kollaboration realisiert wurde, 1970/71 in Betrieb ging und zu einem wichtigen Instrument in diesem Bereich wurde.

## Publikationen

### Fachartikel (Auswahl)
- A. G. Barkow, D. M. Haskin, B. Chamany, M. W. Teucher, E. Lohrmann, M. Schein, P. L. Jain: Nuclear interactions of protons, neutrons, and shower particles of very high energy in nuclear emulsion. In: Physical Review. Band 122, Nr. 2, 15. April 1961, S. 617–625, doi:10.1103/PhysRev.122.617.
- E. Lohrmann, M. Schein, M. W. Teucher: Nuclear interactions and mean free paths of protons, neutrons, and alpha particles at energies around 250 BeV/nucleon. In: Physical Review. Band 122, Nr. 2, 15. April 1961, S. 672–686, doi:10.1103/PhysRev.122.672.
- H. Meyer, M. W. Teucher, E. Lohrmann: Interactions of 25 GeV protons with protons and heavy nuclei in nuclear emulsions. In: Nuovo Cimento. Band 28, Nr. 6, Juni 1963, S. 1399–1411, doi:10.1007/BF02750052.
- P. L. Jain, E. Lohrmann, M. W. Teucher: Heavy nuclei and alpha-particles between 7 and 100 BeV/nucleon: II. Fragmentations and meson production. In: Physical Review. Band 115, Nr. 3, 1. August 1959, S. 643–654, doi:10.1103/PhysRev.115.643.
- E. Lohrmann, M. W. Teucher: Meson production on heavy target-nuclei at energies greater than 1011 eV. In: Nuovo Cimento. Band 25, Nr. 5, September 1962, S. 957–963, doi:10.1007/BF02733721.